# Ласло Клаус
Ласло Клаус (угор. László Klausz, нар. 24 червня 1971, Татабанья) — угорський футболіст, що грав на позиції нападника за низку угорських, австрійських клубних команд, французький «Сошо», німецький «Вальдгоф», а також національну збірну Угорщини.

## Клубна кар'єра
У дорослому футболі дебютував 1989 року виступами за команду «Татабанья», в якій провів три сезони, взявши участь у 67 матчах чемпіонату.
Протягом 1992—1994 років грав за «Дьйор», звідки був запрошений до австрійського клубу «Адміра-Ваккер». Був основним нападником цієї команди протягом двох з половиною сезонів, після чого на початку 1996 року перейшов до «Аустрії» (Зальцбург). До закінчення сезону 1996/97 провів у її складі 20 матчів, забив 5 голів і допоміг виграти австрійську футбольну першість.
По ходу наступного сезону 1997/98 перейшов до французького друголігового «Сошо», з яким здобув підвищення в класі і наступний сезон грав у Лізі 1, щоправда з'являючись на полі лише епізодами.
Протягом 1999—2002 років грав у Другій Бундеслізі Німеччини за «Вальдгоф», після чого повернувся до Австрії де протягом двох сезонів виступав за «СВ Брегенц», а завершував професійну кар'єру у «Парндорфі» упродовж 2004—2005 років.

## Виступи за збірну
1993 року дебютував в офіційних матчах у складі національної збірної Угорщини.
Загалом протягом восьмирічної кар'єри в національній команді провів у її формі 27 матчів, забивши 6 голів.

## Титули і досягнення
- Чемпіон Австрії (1):

«Аустрія» (Зальцбург): 1996–1997